# Tour della nazionale maschile di rugby a 15 delle Tonga 1969
La Nazionale di rugby a 15 delle Tonga nel 1969 si reca in tour in Nuova Zelanda. Oltre ad alcune selezioni provinciali, affronta New Zealand Maori e Junior All Blacks (all'epoca la selezione Under-23 neozelandese). Non viene disputato nessun test-match ufficiale.

## Risultati principali
| Christchurch 1969 | New Zealand Māori | 19 – 26 | Tonga |  |

| Wellington 1969 | Nuova Zelanda Junior | 43 – 3 | Tonga |  |

| Auckland 1969 | New Zealand Māori | 6 – 19 | Tonga | (Eden Park) |